# Залізничний роз'їзд 151 км (Новосибірська область)
151 км (рос. 151 км) — населений пункт (тип: залізничний роз'їзд) у Купинському районі Новосибірської області Російської Федерації.
Входить до складу муніципального утворення Ленінська сільрада. Населення становить 3 особи (2010).

## Історія
Згідно із законом від 2 червня 2004 року органом місцевого самоврядування є Ленінська сільрада.

## Населення
| 2002 | 2007 | 2010 |
| ---- | ---- | ---- |
| 18   | ↘10  | ↘3   |